# Дятлова, Елена Ивановна
Елена Ивановна Дятлова (род. 6 октября 1973, Светлогорск, Калининградская область) — глава администрации города Калининграда.

## Биография
Родилась в 1973 году в городе Светлогорске Калининградской области.
В 1990 году поступила в Калининградский технический институт рыбной промышленности и хозяйства, который окончила в 1995 году и получила образование по специальности «инженер—системотехник».
В 1996 году поступила на службу в налоговую инспекцию по Московскому району города Калининграда.
С 1998 года состояла на службе в Государственной налоговой инспекции по Калининградской области (Управлении МНС России по Калининградской области).
В 2003 году присвоен классный чин советника налоговой службы Российской Федерации II ранга.
В 2005 году поступила на муниципальную службу в Администрацию муниципального образования «Гурьевский район» (Администрацию Гурьевского муниципального района).
С 2010 года замещала должность государственной службы Калининградской области руководителя (директора) Конкурсного агентства Калининградской области.
В 2011 году присвоен классный чин действительного государственного советника Калининградской области 2-го класса.
В 2013 году после скандала с арестом её заместителя за получение взятки указом Губернатора Калининградской области назначена исполняющим обязанности министра развития инфраструктуры Калининградской области.
21 апреля 2015 года назначена на должность министра развития инфраструктуры Калининградской области.
23 октября 2020 года стала врио сити-менеджера Калининграда.
16 ноября 2020 года городским советом назначена на должность главы администрации городского округа «Город Калининград» сроком на два года (вступила в должность 25 ноября 2020 года).
1 декабря 2022 года городским советом Калининграда переизбрана главой городской администрации сроком на четыре года.

## Награды[8]
- Медаль ордена «За заслуги перед Отечеством» II степени
- Медаль «За строительство транспортных объектов», Министерство транспорта Российской Федерации
- Орден «За заслуги перед Калининградской областью»
- Медаль «За заслуги перед Калининградской областью»

## Семья
Замужем, имеет дочь.